# 마티외 튀르코트
마티외 튀르코트(프랑스어: Mathieu Turcotte, 1977년 2월 8일~)는 캐나다의 전직 쇼트트랙 선수로 올림픽에서 2002년 동계 올림픽 남자 계주 종목 금메달을 포함하여 3개의 올림픽 메달을 획득했다. 
1997-1998 시즌부터 캐나다 국가대표팀에 합류하여 국제무대에서 활동하였다. 2002년 동계 올림픽에서 마르크 가뇽, 조나탕 길메트, 에리크 베다르, 프랑수아루이 트랑블레와 함께 5000m 남자계주 종목에서 금메달을 획득하였으며, 1000m 종목에선 동메달을 획득하였다. 
2006년 동계 올림픽에서는 에리크 베다르, 프랑수아루이 트랑블레, 샤를 아믈랭, 조나탕 길메트와 함께 5000m 남자계주 종목에서 은메달을 획득하였다. 2008년에 은퇴하였다. 